# Polisportiva Olympia Agnonese
La Polisportiva Olympia Agnonese, meglio nota come Olympia Agnonese o semplicemente Agnonese, è una società calcistica italiana con sede nella città di Agnone, in provincia di Isernia. Milita in Eccellenza, quinta divisione del campionato italiano di calcio.

## Storia

### Le origini
Il calcio ad Agnone muove i suoi primi passi nei primi anni del 1900 come "Associazione Sportiva Agnone" grazie ad un gruppo di appassionati dell'epoca. Testimonianza di spicco di quegli anni è una memorabile amichevole disputata nel 1930 tra l'Associazione Sportiva Agnone e il Napoli.

### Il dopoguerra e la fusione tra società calcistiche
Gli anni a seguire dal dopoguerra sono un continuo proliferare di nuove società, squadre e calciatori. Negli anni 60 in particolare, si contrappongono due società del territorio, il Polagno e l'Olympia Serafica, che lottano per il vertice del campionato e per la supremazia cittadina. Dall'unione di queste due formazioni nasce ufficialmente il 2 marzo 1967 la Polisportiva Olympia Agnonese, attraverso l'iscrizione al campionato di terza categoria presentata presso la delegazione provinciale della FIGC di Campobasso dal Presidente Francesco D'Onofrio. All'epoca, non essendo ancora costituito il comitato regionale Molise della FIGC (tutte le società molisane erano sparse tra i vari comitati regionali limitrofi), l'Olympia Agnonese viene aggregata al Comitato Regionale Campano, partecipando al suddetto torneo regionale e scalando tutte le categorie fino ad arrivare al campionato regionale campano di promozione (stagione 1987-1988).

### Gli anni 90 e la creazione del comitato FIGC molisano
A partire dalla creazione del comitato regionale molisano nel 1992, l'Olympia Agnonese partecipa sempre al campionato di Eccellenza, alternando annate eccellenti a prestazioni sottotono (vedasi retrocessione in Promozione del 2001, scongiurata a seguito ripescaggio della squadra).

### Gli anni 2000 e la storica promozione in Serie D
Anche nel 2000 l'Olympia Agnonese partecipa stabilmente al torneo di Eccellenza, e nell'anno 2007 (quarantesimo anniversario della società) conquista la vittoria del campionato riuscendo a salire per la prima volta in Serie D, da cui retrocede nel 2021. La squadra ottiene nel primo anno disputato tra i professionisti, risultati positivi nel campionato interregionale, salvandosi ai playout contro la Narnese.
Nel torneo 2014-2015 retrocede ma viene in seguito ripescata.
Nel 2016-2017 celebra la decima partecipazione consecutiva nella massima serie dilettantistica e grazie al contributo della squadra e dell'allenatore Alessandro Del Grosso chiude il campionato con il miglior risultato della sua storia, centrando il quinto posto finale che vale la qualificazione ai play-off utili per i ripescaggi in Lega Pro. Nella semifinale playoff affronta e batte in trasferta, con il risultato di 1-3, il Matelica qualificandosi per la finale che la vedrà contrapposta alla Vis Pesaro. Contro i biancorossi marchigiani i molisani conquisteranno un pareggio per 1-1 dopo i tempi supplementari e verranno eliminati a causa del peggior piazzamento in classifica durante la stagione regolare. Nel 2017-2018 si classificò tredicesima, la stagione successiva si classificò 17° e perse lo spareggio play-out con la Pro Vasto, per poi venire ripescata, mentre nel 2019-2020 si trovava in piena lotta per i playoff, prima che il Covid 19 bloccasse il campionato con l'Agnonese 7°. 
Nel 2020-2021 avviene la retrocessione in Eccellenza molisana, complice la disorganizzazione all'inizio del campionato, il continuo stravolgimento della rosa che relegarono i granata in ultima posizione (18°) con soli 15 punti conquistati.
Nel campionato di Eccellenza si candida come una delle pretendenti per la vittoria, trovandosi alla fine del girone d'andata con 36 punti, anche se perde la sfida per il primato con il Termoli per 4-0, e dista proprio da quest'ultima di 6 punti. In Coppa Italia Dilettanti esce ai quarti nel doppio confronto con Isernia. Nella seconda parte di campionato si avvicina al Termoli tanto da insidiare il primo posto, ma perde terreno nelle ultime giornate, con un'altra sconfitta nel confronto con gli adriatici, chiudendo con 68 punti e dovendo quindi disputare i playoff. Arriva alla finale dove perde per 3-0 contro l'Isernia.Il 2 agosto 2024 è ripescata in Eccellenza

## Colori e simboli

### Colori
I colori sociali della squadra sono il granata ed il bianco (di solito utilizzato per le partite fuori casa). La squadra adotta dal primo anno dalla sua nascita il colore rosa per cambiare dalla stagione successiva nell'attuale colore granata derivante dal gonfalone cittadino, donato dagli emigrati Agnonesi in Argentina.

### Simboli ufficiali

#### Stemma
Lo stemma riprende il simbolo ufficiale della città, il Grifone, figura immaginaria ispirata dalla sua raffigurazione mitologica e simboleggiante la perfezione e la potenza.

## Strutture

### Stadio
Fiore all'occhiello della società è lo stadio Civitelle, terreno di gioco sintetico ma che si contraddistingue per essere uno dei primi in Italia ad essere senza barriere tra la tribuna e il campo di gioco e ad adottare tale manto. Lo stadio è stato inaugurato nel novembre 2005 con la presenza dell'allora presidente del CONI Gianni Petrucci, del presidente della FIGC Giancarlo Abete e di quello della LND Carlo Tavecchio.

### Sponsor
- ?-2021 Latte Molisello
- 2021 Officine Meccaniche Mastrostefano, GC Motors International e Antenore Energia

## Palmarès

### Competizioni regionali
- Eccellenza: 1

2006-2007

## Statistiche e record

### Partecipazione ai campionati
Campionati nazionali
| Livello | Categoria | Partecipazioni | Debutto   | Ultima stagione | Totale |
| ------- | --------- | -------------- | --------- | --------------- | ------ |
| 4º      | Serie D   | 7              | 2014-2015 | 2020-2021       | 7      |
| 5º      | Serie D   | 7              | 2007-2008 | 2013-2014       | 7      |

Campionati regionali
| Livello | Categoria                  | Partecipazioni | Debutto   | Ultima stagione | Totale |
| ------- | -------------------------- | -------------- | --------- | --------------- | ------ |
| I       | Eccellenza                 | 19             | 1992-1993 | 2024-2025       | 23     |
| I       | Promozione Campania-Molise | 4              | 1986-1987 | 1991-1992       | 23     |

## Tifoseria

### Storia
Il movimento Ultras ad Agnone esiste dagli anni novanta, unico gruppo attivo. Negli anni molte vere e proprie coreografie hanno colorato il Civitelle, con il tanto amato Granata colore che rappresenta la tifoseria e squadra, quest'ultima è stata composta da amici del luogo che nel settembre del 1994 (data che si preferisce) crearono i FEDAYN AGNONE 1994, utilizzando il simbolo dell'Indiano, che nel 2019 ha compiuto il 25º anno di militanza negli stadi, e rimane l'unico storico gruppo ultras del Civitelle. Il timone della tifoseria organizzata granata, dopo esser stato impugnato da personaggi degni di nota. Nella stagione attuale il timone viene lasciato a tre ragazzi del luogo (sempre assistiti e sostenuti dai "vecchi") che rappresentano una cinquantina di coetanei e non. La tifoseria granata, inoltre, vanta un corposo bacino di appassionati al di fuori della città partendo dal vasto hinterland cittadino fino a molte città italiane.